# Servilly
Servilly é uma comuna francesa na região administrativa de Auvérnia-Ródano-Alpes, no departamento Allier. Estende-se por uma área de 12,35 km². Em 2010 a comuna tinha 295 habitantes (densidade: 23,9 hab./km²).